# The Cost of Hatred
Pour plus de détails, voir Fiche technique et Distribution.
The Cost of Hatred est un film muet américain réalisé par George Melford et sorti en 1917.

## Fiche technique
- Réalisation : George Melford
- Scénario : Beulah Marie Dix
- Chef-opérateur : Percy Hilburn
- Date de sortie : États-Unis : 9 avril 1917

## Distribution
- Kathlyn Williams : Elsie Graves/Sarita Graves
- Theodore Roberts : Justus Graves
- Tom Forman : Ned Amory
- Jack W. Johnston : Robert Amory
- Jack Holt : Huertez
- Charles Ogle : McCabe
- Walter Long : Jefe Politico
- Horace B. Carpenter : Ramon
- Mayme Kelso : le compagnon d'Elsie
- Louise Mineugh : la petite Sarita
- Lucien Littlefield
- Lillian Rosine